# Henry Holland
Henry Holland (20 luglio 1745 – 17 giugno 1806) è stato un architetto britannico.

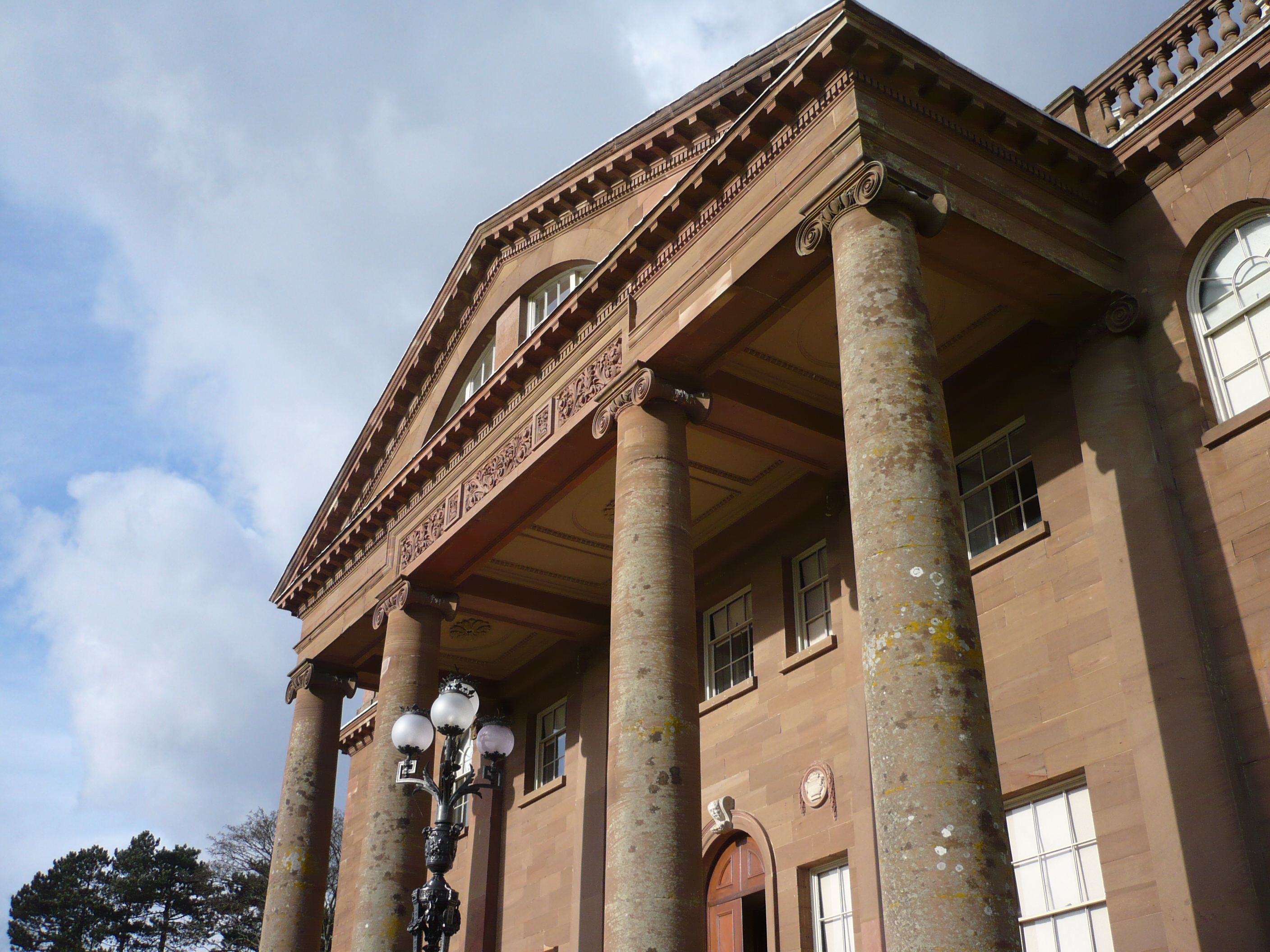
Berrington Hall

Si formò sotto la guida del padre ed in seguito divenne assistente di Lancelot Brown, del quale sposò la figlia. Fu maestro di John Soane.
La sua opera è legata al linguaggio di James Wyatt e Robert Adam, che emerge sin dalla sua prima commissione importante, ovvero il Brooks’s Club di Londra (1776): qui, dietro una facciata palladiana, realizzò ambienti interni con decorazioni assai sobrie e misurate.
Poco dopo lavorò alla sua dimora nell'Herefordshire ed in seguito trasformò la Carlton House per il principe di Galles (1783-1785) secondo i gusti del Neoclassicismo francese.
Nel 1787, per il medesimo principe progettò una villa classicheggiante a Brighton, poi trasformata da John Nash nel Royal Pavilion.
Ricostruì il teatro Drury Lane (distrutto però nel 1809 a causa di un incendio) ed edificò alcune case di campagna come Berrington Hall (1778).